# Gaston Monnerville
Gaston Monnerville, född den 2 januari 1897 i Cayenne, Franska Guyana, död den 7 november 1991 i Paris, var en fransk politiker och advokat.

## Biografi
Monnerville var sonson till en slav och växte upp i Franska Guyana men flyttade till Toulouse i Frankrike för att slutföra sina studier i juridik. Efter lysande studieresultat blev han 1918 advokat och arbetade med César Campinchi, en advokat som senare blev en inflytelserik politiker. Han gick med i radikala partiet och valdes till representant från Franska Guyana 1932. Han var sedan statssekreterare för kolonierna i Chautemps regering 1937-1938.
Under den första delen av andra världskriget tjänstgjorde han i franska flottan, på slagskeppet Provence. I slutet av 1940 gick han med i Combat, en av de största grupperna i motståndsrörelsen mot den tyska ockupationen. Som jurist i Marseille, i den fria delen av Frankrike, försvarade han personer som greps eller förföljdes av Vichyregeringen för sina åsikter eller etniska ursprung. För detta blev han upprepade gånger hotat eller arresterades av Vichypolisen.
När Tyskland ockuperade resten av Frankrike 1942, gick Monnerville under jorden, och gick med i Maquis i Auvergne. Han och hans fru Cheylade etablerade ett militärsjukhus i juni 1944 och han utsågs under hösten samma år av radikala partiet att sitta i  den "provisoriska rådgivande församlingen" för den återupprättade franska regeringen.
År 1945 utsågs han till ordförande för en kommission med uppdrag att bestämma framtida status för de franska kolonierna och valdes som delegat från Franska Guyana till Första konstituerande församling för fjärde republiken, samt till andra konstituerande församlingen i april 1946. År 1946 var han också fransk delegat till den första sessionen av FN.
I november 1946 blev Monnerville invald till Rådet för Republiken Frankrike (i senaten), som höll på att ombildas genom utnämningar. Han blev genast vald till ordförande för detta råd, och blev en av de mest aktiva medlemmarna i senaten. I mars 1947 återvaldes han till ordförande i rådet, med röstsiffrorna 141-131 över den kommunistiska motkandidaten.
År 1948 ändrade han sin hemort från Guyana till Lot, och valdes till senator där. Han tjänstgjorde som senator från Lot och ordförande i rådet fram till slutet av den fjärde republiken 1958.
År 1958 stödde Monnerville Charles de Gaulles återkomst till makten, men motsatte sig de Gaulles upplösning av den fjärde republiken. När den femte republiken bildades, återupptog han emellertid sin plats i senaten (som nu fick denna benämning) och valdes till ordförande (den näst högste ämbetsmannen i Frankrike efter presidenten) 1959, en post han upprätthöll till 1968.
Från 1977 till 1983 var han medlem i Frankrikes konstitutionella råd.